# The Last Question
The Last Question (pt-br: A Última Pergunta) é um conto de ficção científica de Isaac Asimov. Sua primeira publicação foi na edição de novembro de 1956 da revista Science Fiction Quarterly e, a partir de então, teve diversas aparições em compilações, como Nove Amanhãs (1959), O Melhor de Isaac Asimov (1973) e Sonhos de Robô, assim como na retrospectiva Opus 100 (1969). É uma parte desconexa de uma série de contos sobre o computador ficcional chamado Multivac.
A Última Pergunta é um dos mais aclamados contos do popular autor de ficção científica Isaac Asimov. Foi escolhido por ele próprio como o mais ambicioso e o preferido de sua autoria .

## Resumo
A pergunta é feita pela primeira vez por um engenheiro embriagado a Multivac, um super computador com milhas de comprimento que havia acabado de desenvolver um método para suprir a humanidade de energia por incontáveis anos. A dúvida toma corpo pois, apesar do extenso período de abastecimento garantido, o universo há de ter um fim e, com ele, as fontes de energia. Faz-se então a pergunta: como salvar a humanidade, ou seja, "como reverter a entropia?" (ver 2ª Lei da Termodinâmica)
O conto segue uma estrutura linear, mas que utiliza saltos de até bilhões de anos na história da humanidade, mostrando como em cada época a pergunta foi repetida a Multivac, e, invariavelmente, recebendo a mesma resposta: "Dados insuficientes para uma resposta significativa". Este ciclo prossegue até o clímax do livro, um misto de religião, filosofia e ciência.